# Ammothea meridionalis
Ammothea meridionalis là một loài nhện biển trong họ Ammotheidae. Loài này thuộc chi Ammothea. Ammothea meridionalis được miêu tả khoa học năm 1915 bởi Hodgson.